# CS/LM11型班用机枪
CS/LM11型班用机枪（前称：CQ-C 5.56毫米班用机枪）是一款由中国四川华庆机械有限責任公司制造、由彈匣／弹鼓供弹及直接導氣操作的全自動氣冷式轻机枪（班用机枪），是CQ突擊步槍的重槍管型（亦可說是柯爾特自動步槍的未授權仿製型），发射5.56×45毫米北約口徑步枪子彈。

## 概述
CS/LM11型班用机枪的原型CQ-C 5.56毫米班用机枪是以CQ 5.56毫米自动步枪作为基础进行研发、改进而成。2010年，该枪正式通过了外贸设计定型，并正式命名为CS/LM11型5.56毫米班用机枪。
CS/LM11主要有以下几点改进之处：一是槍管上增加了适于班用机枪所需的可伸缩调节式两脚架；二是增加了枪管壁的厚度，使连续射击时枪管不至于很快过热；三是增加了枪管内膛镀铬厚度，全枪寿命从6,000发增至12,000发；四是可使用可拆卸式弹鼓供弹方式，弹鼓底部还设有支托架；五是采用的机械瞄具为高低、方向均可调节的照门；六是護木改为“長方体”状，采用上、下方增加散热孔的形式，其上还设置有提把。